# Heptispa
Heptispa is een geslacht van kevers uit de familie bladkevers (Chrysomelidae).
De wetenschappelijke naam van het geslacht werd in 1906 gepubliceerd door Julius Weise.

## Soorten
- Heptispa bilineatithorax (Pic, 1929)
- Heptispa doncikeri (Pic, 1929)
- Heptispa limbata (Baly, 1885)
- Heptispa lineaticollis (Pic, 1928)
- Heptispa ruficornis (Pic, 1929)
- Heptispa solarii (Weise, 1906)